# Вавилонские цифры

Вавилонские цифры

Вавилонские цифры — цифры, использовавшиеся вавилонянами в своей шестидесятеричной системе счисления. Вавилонские цифры записывались клинописью — на глиняных табличках, пока глина ещё мягкая, деревянной палочкой для письма или заострённым тростником выдавливали знаки.
Вавилоняне, славившиеся своими астрономическими наблюдениями и расчётами (с помощью своего изобретения абака), унаследовали от шумерской и аккадской цивилизаций шестидесятеричную систему счисления. Она применялась за две тысячи лет до н. э. Для записи чисел использовались всего два знака: прямой клин   для обозначения единиц и лежачий клин  для обозначения десятков внутри шестидесятеричного разряда. Новый шестидесятеричный разряд начинался с появлением прямого клина после лежачего клина, если рассматривать число справа налево. Таким образом, число изображалось в позиционной 60-ричной системе, а его 60-ричные цифры — в аддитивной десятичной. Аналогично записывались дроби. Для популярных дробей 1/2, 1/3 и 2/3 были специальные значки.
Вначале нуля не было. Позже ввели обозначение для пропущенных шестидесятеричных разрядов, что соответствует появлению нуля, но в первом разряде справа этот знак не ставился, что приводило к неоднозначности записи чисел и для определения абсолютного значения числа требовались дополнительные сведения.